# Gerry Lopez Surf Riders
Gerry Lopez Surf Riders, connu au Japon sous le nom de Max Surfing 2000 (マックスサーフィン2000, Makkusu Sāfin 2000)  et en Amérique du Nord sous le nom de Surf Riders, est un jeu vidéo développé par ACOT et publié par KSS et Ubi Soft pour PlayStation en 1999.

## Système de jeu
Dans ce jeu, le joueur est noté sur la variété, l'endurance et la difficulté des figures. 
Il y a cinq plages pour surfer, chacune offrant des vagues différentes : 
1. Manly Beach, Australie
2. Grande Plage, Lacanau, France
3. Huntington Beach, Californie
4. Plage de Tonami, Japon
5. Pipeline, Hawaï

## Accueil
Le jeu a reçu des critiques mitigées selon l'agrégateur de notes Metacritic. IGN a qualifié le jeu de "ridiculement difficile, mais une fois que vous y êtes entré, c'est ridiculement amusant". GameSpot a déclaré que c'était un jeu amusant, mais qu'il manquait de variété. Chris Charla de NextGen a déclaré que le jeu était "trop limité pour gagner une autre étoile, mais il est incontestablement addictif comme l'enfer". Au Japon, Famitsu lui a attribué une note de 23 sur 40.